# Département de l'Environnement (Irlande du Nord)
Pour les articles homonymes, voir Département de l'Environnement.
Le département de l'Environnement (en anglais : Department of the Environment) est le département ministériel dévolu d'Irlande du Nord chargé de la politique environnementale entre 1999 et 2016.

## Fonctions
Le département est responsable de la politique dans les domaines : 
- de l'environnement naturel ;
- de l'environnement bâti ;
- de l'aménagement du territoire ;
- de la sécurité routière ;
- de la réglementation concernant l'automobile et la conduite automobile ;
- des collectivités locales.

## Histoire
À la suite du référendum du 23 mai 1998 sur l'accord du Vendredi saint, et la sanction royale de la loi sur l'Irlande du Nord de 1998 le 19 novembre suivant, une Assemblée et un Exécutif sont établis par le gouvernement travailliste du Premier ministre Tony Blair. Ce processus, connu sous le nom de « dévolution », poursuit le but de donner à l'Irlande du Nord son propre pouvoir législatif.
En décembre 1999, sur la base de la loi sur l'Irlande du Nord, le décret sur les départements d'Irlande du Nord institue le « département de l'Environnement ».
Entre le 12 février et le 30 mai 2000, puis du 15 octobre 2002 au 8 mai 2007, la dévolution est suspendue et le département passe sous administration directe d'un ministre du bureau pour l'Irlande du Nord, qui constitue l'un des départements ministériels du Royaume-Uni.
Par la « loi sur les départements d'Irlande du Nord de 2016 », le ministère est dissous et ses compétences sont reprises par le département de l'Agriculture.

## Titulaires
| Nom                                          | Nom            | Dates            | Dates            | Parti |
| -------------------------------------------- | -------------- | ---------------- | ---------------- | ----- |
|                                              | Sam Foster     | 2 décembre 1999  | 11 février 2000  | UUP   |
| Suspension des institutions nord-irlandaises |                |                  |                  |       |
|                                              | Sam Foster     | 30 mai 2000      | 20 février 2002  | UUP   |
|                                              | Dermot Nesbitt | 20 février 2002  | 15 octobre 2002  | UUP   |
| Suspension des institutions nord-irlandaises |                |                  |                  |       |
|                                              | Arlene Foster  | 8 mai 2007       | 5 juin 2008      | DUP   |
|                                              | Sammy Wilson   | 9 juin 2008      | 1er juillet 2009 | DUP   |
|                                              | Edwin Poots    | 1er juillet 2009 | 16 mai 2011      | DUP   |
|                                              | Alex Attwood   | 16 mai 2011      | 16 juillet 2013  | SDLP  |
|                                              | Mark H. Durkan | 16 juillet 2013  | 25 mai 2016      | SDLP  |